# Avenue Milcamps
Pour les articles homonymes, voir Milcamps.
L'avenue Milcamps (en néerlandais : Milcampslaan) est une avenue bruxelloise de la commune de Schaerbeek qui va de la rue du Noyer à hauteur de la place de Jamblinne de Meux jusqu'à la chaussée de Louvain en passant par la rue Rasson, l'avenue Félix Marchal, le square des Griottiers, l'avenue Émile Max, la rue Victor Hugo, l'avenue du Diamant, l'avenue Léon Mahillon et l'avenue de l'Émeraude.

## Histoire et description
Cette avenue porte le nom d'un militaire belge, Achille Ovide Oscar Milcamps, né à Braine-le-Comte le 17 mai 1828 et décédé à Schaerbeek le 16 février 1906.
La numérotation des habitations va de 3 à 239 pour le côté impair et de 2 à 188 pour le côté pair.

## Adresses notables
- no 68 : Cerisier répertorié comme arbre remarquable et classé en date du 13 février 2003.
- no 75 : Association pour la Formation et la Culture